# Hội chứng Chūnibyō
Chūnibyō (中二病 (Trung nhị bệnh)) là một từ lóng xuất phát từ Nhật Bản, chỉ chứng tâm lý thường xảy ra với các thiếu niên đang trong tuổi dậy thì ở khoảng năm 2 của trung học Nhật Bản (tương đương lớp 8 ở Việt Nam). Cách nói "bệnh" trong "trung nhị bệnh" thực ra không chính xác, các yêu cầu nghĩa y học của bệnh hay rối loạn tâm thần là hoàn toàn độc lập với định nghĩa này.
Tại Việt Nam, chūnibyō đôi khi còn được gọi là "hội chứng tuổi dậy thì", "hội chứng tuổi teen" hay "hoang tưởng tuổi dậy thì".

## Từ nguyên và ý nghĩa
Chūnibyō (中二病 hay trung nhị bệnh) là cách viết tắt của cụm từ chūgakusei ninen byō (中学生2年病; trung học sinh nhị niên bệnh), nghĩa là "bệnh của học sinh trung học năm 2". Sở dĩ có tên gọi như vậy là vì chứng tâm lý này thường xuất hiện ở đối tượng chính là các học sinh trung học khoảng 13-14 tuổi, tương đương với năm 2 theo hệ thống giáo dục Nhật Bản.

## Biểu hiện
Các biểu hiện của chūnibyō có thể tạm miêu tả như sau:
- Có thể sống khép kín hay tách biệt với thế giới bên ngoài, thậm chí tách biệt cả với gia đình.
- Có thể giao tiếp xã hội kém, nhút nhát.
- Sợ bị mọi người đối xử như trẻ con.
- Thường không bị ảnh hưởng bởi xu thế xã hội, đôi khi yêu thích các nền văn hóa ngoại lai một cách thái quá.
- Tin tưởng vào sức mạnh siêu nhiên, tự cho rằng mình có các năng lực ấy, hoang tưởng rằng mình có sức mạnh vĩ đại nào đó và tin rằng điều đó rất "ngầu", song thực chất mọi người xung quanh sẽ cảm thấy thật thảm hại, không bình thường.

## Nguyên nhân
Chūnibyō có thể xảy ra tự nhiên, nhưng nhiều trường hợp, người ta thường chấp nhận Chūnibyō như một cách vượt qua những chấn động về tâm lý. Các Chūnibyō bằng cách này, họ quay lại sống như một đứa trẻ, tạo ra một tấm "áo giáp tâm lý" cho bản thân và đôi khi là bạn bè họ.

## Hậu quả
Chūnibyō phần lớn không để lại hậu quả nghiêm trọng gì, các biểu hiện sẽ tự động hết khi họ lớn hơn một chút. Tuy nhiên, nhiều người có hành vi quá khích, dễ nổi cáu, hay cãi vã, phát triển thành thói xấu thậm chí là phạm pháp, những người như vậy bị cho là chống đối xã hội.

## Chūnibyō trong văn hoá đại chúng

### Phim hoạt hình
- Chūnibyō Demo Koi ga Shitai! (中二病でも恋がしたい!) - một bộ truyện tranh nhiều tập của tác giả Torako, sau đó được Kyoto Animation chuyển thể thành anime. Nhân vật chính của tác phẩm là Rikka - cô bé mắc chứng chūnibyō do gặp một biến cố lớn thời thơ ấu.
- Kuriya ni-kun o dare ka tomete!
- AURA 〜 ma ryū-in-kō kiba saigo no tatakai 〜
- Mahō Shōjo Site (魔法少女サイト) - một bộ truyện tranh của Satō Kōtarō, đã được chuyển thể thành phim hoạt hình bởi doA. Trong phim này, nhân vật Amagai Kosame (雨谷) là một chūnibyō.[4]
- Seishun buta yarou wa bunny girl senpai no yume wo minai